# Frugalware
A Frugalware Linux egy általános célú, haladóknak szánt Linux-disztribúció volt. Ez a Slackware-en alapuló rendszer nem a jól ismert TGZ, hanem a Pacman csomagkezelőt használta. A Frugalware egyike volt azon kevés disztribúciónak, amelyekhez naponta érkezett biztonsági és egyéb frissítés.

## A projekt célja
A Frugalware fejlesztői egy könnyen kezelhető, de mégis egyszerű rendszert szerettek volna összeállítani. Az alapvető stratégia szerint a disztribúció egyik különlegessége volt, hogy naponta frissült újabb és újabb fejlesztésekkel.

## Története
A Frugalware-t Vajna Miklós alapította, majd később a fejlesztést átadta egy nemzetközi fejlesztőcsapatnak. A Slackware-Red Hat-Debian trióból végül is a Slackware mellett döntött. A Slackware-ból azonban sok minden kimaradt, más dolgokat ellenben hozzátettek, mint például a fejlett idegennyelv-támogatás vagy a natív automatikus csomagkezelés. A fejlesztők nem szerettek volna a Slackware előnyeiből elvenni, viszont valamivel javítani azokon igen.

## Csomagkezelés
A 0.6-os verziótól kezdődően a Frugalware a Pacman-G2 csomagkezelő szoftvert használta.
A Frugalware csomag kiterjesztése a .fpm. Ezek a csomagok tar archívumok bzip2-vel csomagolva, nem úgy mint az Arch Linuxban, ahol a gzipet használják. A bzip2 valamivel jobb tömörítést tud végezni, de lassabb a kicsomagolása.
A Repoman egy eszköz, amellyel a forráskódból azonnal zárt forrású telepítő állományt lehet készíteni. Az első Repomant tartalmazó Frugalware verzió a 0.3pre1.

## Architektúrák
A disztribúció csak az x86 és az x86-64 platformokat támogatta.

## Kiadások
| Kiadás | Kódnév   | Kiadás dátuma        | Megjegyzések                            |
| ------ | -------- | -------------------- | --------------------------------------- |
| 0.1    | Genesis  | 2004. november 2.    |                                         |
| 0.2    | Aurora   | 2005. április 28.    |                                         |
| 0.3    | Trantor  | 2005. október 13.    | 2005. október 19. (x86-64 architektúra) |
| 0.4    | Wanda    | 2006. március 30.    |                                         |
| 0.5    | Siwenna  | 2006. szeptember 14. |                                         |
| 0.6    | Terminus | 2007. március 22.    |                                         |
| 0.7    | Sayshell | 2007. október 13.    |                                         |
| 0.8    | Kalgan   | 2008. március 11.    |                                         |
| 0.9    | Solaria  | 2008. szeptember 9.  |                                         |
| 1.0    | Anacreon | 2009. március 22.    |                                         |
| 1.1    | Getorin  | 2009. szeptember 7.  |                                         |
| 1.2    | Locris   | 2010. március 8.     |                                         |
| 1.3    | Haven    | 2010. augusztus 23.  |                                         |
| 1.4    | Nexon    | 2011. február 13.    |                                         |
| 1.5    | Mores    | 2011. augusztus 15.  |                                         |
| 1.6    | Fermus   | 2012. február 12.    |                                         |
| 1.7    | Gaia     | 2012. augusztus 19.  |                                         |
| 1.8    | Cinna    | 2013. február 6.     |                                         |
| 1.9    | Arcturus | 2013. november 5.    |                                         |
| 2.0    | Rigel    | 2015. február 16.    |                                         |
| 2.1    | Derowd   | 2016. szeptember 5.  |                                         |